# راي (مصارعة محترفة)
راي هي مصارعة محترفة صينية، ولدت في 14 فبراير 1982 في هونغ كونغ في الصين، وتوفي بنفس المكان في 30 أغسطس 2018.

## وصلات خارجية
- راي على موقع CageMatch worker (الإنجليزية)
- راي على موقع قاعدة بيانات المصارعة على الإنترنت (الإنجليزية)
- الموقع الرسمي